# Huahong Grace
Die Huahong Grace Semiconductor Manufacturing Corporation (HHGrace) ist ein chinesischer Halbleiterhersteller mit Sitz im Zhangjiang Hi-Tech Park in Pudong, Shanghai. Das Unternehmen ist eine sogenannte Pure-play-Foundry, das heißt, es produziert Halbleiterbauelemente im Auftrag anderer Unternehmen. 
Huahong Grace ging aus dem Zusammenschluss der beiden Foundries Hua Hong NEC Electronics Company (“Hua Hong NEC”) und Grace Semiconductor Manufacturing Corporation (“Grace”) hervor.
HHGrace verfügt über drei Fabriken. Diese arbeiten mit 200-mm-Wafern und haben eine Produktionskapazität von 140.000 200-mm-Wafer pro Monat. Das Angebot umfasst Technologieknoten von 1 μm bis 90 nm.